# ترویتسکویه (استان آمور)
ترویتسکویه (به لاتین: Troitskoye) یک منطقهٔ مسکونی در روسیه است که در استان آمور واقع شده‌است.